# Lothar Rädisch
Lothar Rädisch (* 7. Oktober 1927 in Sorau; † 9. April 2005 in Cottbus) war ein deutscher Badmintonspieler und -trainer. Er war der erste DDR-Nationalmannschaftstrainer im Badminton. 

## Karriere
Lothar Rädisch wirkte zuerst in Gotha als Badmintonspieler und -trainer. Dort gelang ihm 1960 mit dem Team von Einheit Gotha der Bronzemedaillengewinn in der DDR-Oberliga. Ende 1960 wurde er als Trainer von Aktivist Tröbitz verpflichtet und zeichnete dort für zwei DDR-Mannschaftstitel und unzählige Einzeltitel seiner Schützlinge verantwortlich. Gleichzeitig nahm er Anfang der 1960er Jahre die Funktion des DDR-Nationalmannschaftstrainers im Badminton war. Als nichtolympische Disziplin war Badminton in der DDR jedoch bald eines hauptamtlichen Trainers nicht mehr würdig und Rädisch wurde 1963 zum SC Cottbus abberufen. Dort wurde er in der Leichtathletik als Sprungtrainer eingesetzt. Ab 1965 war er Cheftrainer des SCC. 
Lothar Rädisch starb 77-jährig im April 2005 in Cottbus.

## Sportliche Erfolge
| Veranstaltung                  | Saison    | Disziplin    | Name | Medaille |
| ------------------------------ | --------- | ------------ | --- | -------- |
| DDR-Mannschaftsmeisterschaft   | 1959/1960 | Mannschaft   | Einheit Gotha (Lothar Rädisch, Alfred Petschik, Klaus Kaufmann, Kurt Willumeit, Sigrun Weißheit, Weißheit) | Bronze   |
| DDR-Seniorenmeisterschaft AK I | 1962/1963 | Herreneinzel | Lothar Rädisch (Aktivist Tröbitz)                                                                          | Gold     |
| DDR-Seniorenmeisterschaft AK I | 1962/1963 | Herrendoppel | Lothar Rädisch / Helfried Wunderlich (Aktivist Tröbitz)                                                    | Gold     |
| DDR-Seniorenmeisterschaft AK I | 1962/1963 | Mixed        | Lothar Rädisch / Helga Rädisch (Aktivist Tröbitz)                                                          | Gold     |